# Thomsonův model atomu

Schematické znázornění Thompsonova modelu statického atomu.

Tento model atomu zvaný Thomsonův model atomu (nazývaný také Pudinkový model) navrhl objevitel elektronu (1897) Joseph John Thomson v roce 1904 ještě před objevem atomového jádra. Podle Thomsonova modelu se atom skládá z elektronů (které však Thomson nazývá jen částicemi – i když George Johnstone Stoney navrhl nazývat elektrické částice elektrony již v roce 1894). Ty jsou obklopeny polévkou kladného náboje vyvažující tak záporný náboj elektronů (jako kdyby byly záporně nabité rozinky obklopené kladně nabitým pudinkem). Elektrony mohly být v atomu umístěny různě a mohly vytvářet různé struktury.

## Nedostatky modelu a novější teorie
Model byl vyvrácen experimenty Hanse Geigera a Ernesta Mardsena (1909), které Ernest Rutherford v roce 1911 interpretoval jako pozorování velmi malého jádra atomu nesoucího velmi vysoký kladný náboj (dostatečný pro vyvážení záporného náboje přibližně 100 elektronů v atomu zlata). To vedlo k Rutherfordovu modelu atomu a následně (potom co Henry Moseley v roce 1913 poukázal na to, že jaderný náboj byl velmi blízký atomovému číslu) k předpokladu Antonia van den Broeka, že atomové číslo je nábojem jádra. Nakonec v roce 1913 představil Niels Bohr první kvantový model atomu, ve kterém je jádro sestávající z kladného náboje (v množství odpovídajícím atomovému číslu) obklopené stejným počtem elektronů, umístěných v orbitálních hladinách.
Thomsonův model byl srovnáván (ne samotným Thomsonem) ke korintskému pudinku. Tato představa předpokládá, že částice jsou statické, což však podle Thomsona nebyly.